# Phulia
Phulia là một thị trấn thống kê (census town) của quận Nadia thuộc bang Tây Bengal, Ấn Độ.

## Nhân khẩu
Theo điều tra dân số năm 2001 của Ấn Độ, Phulia có dân số 50.254 người. Phái nam chiếm 52% tổng số dân và phái nữ chiếm 48%. Phulia có tỷ lệ 68% biết đọc biết viết, cao hơn tỷ lệ trung bình toàn quốc là 59,5%: tỷ lệ cho phái nam là 74%, và tỷ lệ cho phái nữ là 62%. Tại Phulia, 11% dân số nhỏ hơn 6 tuổi.